# Guerrilla (miniserie televisiva)
Guerrilla è una miniserie drammatica britannica di sei episodi ambientata all'inizio degli anni '70 a Londra, sullo sfondo dell'Immigration Act 1971 e dei movimenti britannici del potere nero come le British Black Panthers e Race Today Collective. È stato scritto e diretto da John Ridley ed interpretato da Idris Elba, Freida Pinto e Babou Ceesay nei ruoli principali. Guerrilla è stata trasmessa su Sky Atlantic dal 13 aprile 2017 e su Showtime dal 16 aprile 2017.

## Cast
- Idris Elba:  Kentoro "Kent"  Abbasi
- Freida Pinto: Jas Mitra
- Babou Ceesay: Marcus Hill
- Rory Kinnear: Pence
- Patrick Gibson: Connor
- Zawe:hton: Omega
- Daniel Mays: Cullen
- Bella Dayne: Eliette
- Wunmi Mosaku: Kenya
- Nathaniel Martello-White: Dhari Bishop
- Denise Gough: Fallon
- Brandon Scott: Leroy
- Nicholas Pinnock: Julian

## Episodi
| N° | Titolo        | Prima TV USA   | Spettatori USA prima TV (in milioni) |
| -- | ------------- | -------------- | ------------------------------------ |
| 1  | " Episodio 1" | 16 aprile 2017 | 0,182                                |
| 2  | " Episodio 2" | 23 aprile 2017 | 0,131                                |
| 3  | " Episodio 3" | 30 aprile 2017 | 0,109                                |
| 4  | " Episodio 4" | 7 maggio 2017  | 0,085                                |
| 5  | " Episodio 5" | 14 maggio 2017 | 0,061                                |
| 6  | " Episodio 6" | 14 maggio 2017 | 0,043                                |